# Fram2
Fram2 – prywatna załogowa misja kosmiczna, podczas której prywatna załoga przeprowadziła obserwacje ziemskich regionów polarnych. Obserwacje były możliwe dzięki specjalnej kopule, która została zamontowana na statku kosmicznym Crew Dragon należącym do amerykańskiej firmy SpaceX.

## Załoga
Załoga misji Fram2 została ogłoszona w sierpniu 2024 roku.
| Pozycja                             | Astronauta                                  |
| ----------------------------------- | ------------------------------------------- |
| Dowódca misji                       | / Chun Wang Pierwszy lot kosmiczny          |
| Dowódca statku                      | / Jannicke Mikkelsen Pierwszy lot kosmiczny |
| Pilot                               | Rabea Rogge Pierwszy lot kosmiczny          |
| Specjalista misji Ratownik medyczny | Eric Philips Pierwszy lot kosmiczny         |

## Historia
Misja została nazwana Fram2 w nawiązaniu do statku Fram. Misja ma na celu zbadanie ziemskich biegunów i panujące nad nimi środowisko kosmiczne. W ramach misji został wykorzystany statek kosmiczny Crew Dragon, który został wyposażony w kopułę, która po raz pierwszy została wykorzystana w ramach misji Inspiration4. Początkowo do tego lotu wybrano statek Crew Dragon Endurance, ponieważ dzieli on swoją nazwę ze statkiem eksploracyjnym Ernesta Shackletona. Jednak Crew Dragon Endurance został przypisany do misji SpaceX Crew-10 w rezultacie zdecydowano się użyć statku Crew Dragon Resilience w ramach misji Fram2.

## Przebieg misji
Misja wystartowała 1 kwietnia 2025 roku o godzinie 01:46 UTC z kompleksu startowego 39 znajdującego się na terenie Kennedy Space Center. Statek kosmiczny Crew Dragon wszedł na niską orbitę okołoziemską z inklinacją biegunową, dzięki czemu statek przeleciał nad obydwoma biegunami Ziemi.